# Claudia Parada
Claudia Parada Allende, de nome real Olinfa Parada (Santiago de Chile, 11 de setembro de 1927 - Cagliari, Itália, 14 de dezembro de 2016) foi uma soprano de ópera chilena.

## Biografia
Seu nome de nascimento era Olinfa Parada, mas artisticamente conhecia-lha como Claudia Allende. Foi filha do diplomata Rafael Parada Suárez. Ainda que a maioria das fontes indicam como ano de nascimento de Claudia Parada em 1931, algumas dão 1930 e outros 1927.
Claudia Parada estudou no Chile com a soprano argentina Clara Oyuela, e começou a sua carreira com seu país. Estreou no Teatro Municipal de Santiago de Chile em 25 de setembro de 1949, com o papel de Charlotte da ópera Werther de Jules Massenet. Descoberta pelo diretor de orquestra Erich Kleiber, este a ajudou impulsionando a sua carreira na Europa. Já em Itália, Parada estudou com Carmen Melis (maestra de Renata Tebaldi), Elvira de Hidalgo (maestra de Maria Callas), Gennaro Barra e Fiorenzo Tasso. Apresentou-se a um concurso no Teatro Nuovo de Milão e foi selecionada para interpretar o papel de Nedda em Pagliacci de Ruggero Leoncavallo. Pouco a pouco começou a cantar em pequenos teatros de cidades como Nápoles, Turim, Génova e Roma. Estreia em La Scala de Milão antes de cumprir 25 anos, interpretando A força do destino de Verdi com o tenor Giuseppe Di Stefano, o barítono Ettore Bastianini e a mezzosoprano Giulietta Simionato. Estabeleceu a sua residência em Milão, onde se casou tempo depois. Morreu em sua segunda residência em Cagliari no ano 2006.
A partir da sua estreia converteu-se em membro estável do elenco do teatro, onde atuou até ao ano 1983. Compartilhou esta dedicação com atuações em todo mundo, por exemplo no Grande Teatro do Liceu de Barcelona (fevereiro de 1970 em Fedora de Umberto Giordano e janeiro de 1982, A favorite de Donizetti), no Metropolitan Opera (onde interpretou uma dança de máscaras de Verdi e Andrea Chenier de Umberto Giordano) e o Carnegie Hall de Nova Iorque, em Teerão, no Teatro Municipal de Santiago de Chile, o Teatro Colón de Buenos Aires e a Deutsche Oper de Berlim, entre outros. Trabalhou com destacados diretores como Herbert von Karajan, Gianandrea Gavazzeni, Antonino Votto e Tullio Serafin, e com cantores como Maria Calas, Plácido Domingo, Carlo Bergonzi e Alfredo Kraus.
Seu repertório incluía obras de Claudio Monteverdi, compositores do século XIX como Donizetti, Verdi e Puccini, e autores do século XX como Dallapiccola, Britten e Berg.

## Nota
- Este artigo foi inicialmente traduzido, total ou parcialmente, do artigo da Wikipédia em castelhano cujo título é «Claudia Parada», especificamente desta versão.